# Шитковська водонапірна вежа
Шитковська водонапірна вежа (чеськ. Šítkovská vodárenská věž) — історична пам'ятка, що знаходиться в південній частині Слов'янського острова у Празі, який розташований на правому березі Влтави.
Вежа зводилася в 1588—1591 під керівництвом місцевого міщанина і члена міської управи Нового мєста Карла Мельницького. Вежа прослужила аж до 1913 року. Вода з неї надходила в фонтани району Нове Мєсто. Кам'яну вежу висотою 47 метрів і станцію закачування води, що примикає до неї, спорудили за допомогою дерев'яного підіймального крана, який був змонтований безпосередньо на місці будівництва. Крім цього, теслями було виготовлено вісім водяних коліс, що приводять пристрій в рух.
Особливістю будівлі є її схожість з Пізанською вежею, яка відома своїм характерним нахилом. Шитковська вежа також нахилена вліво від своєї осі приблизно на 1,15 м, що робить її особливою серед інших веж. Завдяки своїй унікальності Шитковська водонапірна вежа була включена в список Світової спадщини ЮНЕСКО.
| Доричний ордер | Це незавершена стаття про архітектуру. Ви можете допомогти проєкту, виправивши або дописавши її. |